# Миссия в Танжере
«Миссия в Танжере» (фр. Mission à Tanger) — французский кинофильм с Луи де Фюнесом, первая часть трилогии о приключениях Жоржа Масса, снятой Андре Юнебелем по сценарию Мишеля Одиара.
Вторая часть трилогии — "Не доверяйте блондинкам!", третья часть — "Резня по-женски".

## Сюжет
Передача секретных документов из Танжера в Лондон в 1942 году — очень опасное задание. Один за другим устраняются агенты разведывательной сети, которой руководит Александр Сегард и которая работает под прикрытием импортно-экспортной фирмы. Только журналисту Жоржу Массу удаётся справиться с поставленной задачей.

## В ролях
- Реймон Руло — Жорж Масc, журналист и секретный агент «Коннетабль»
- Габи Сильвия — Лили
- Луи де Фюнес — испанский генерал, посетитель кабаре
- Милаа Парели — Барбара, покровительница кабаре «El Morocco»
- Генри Нассие — Александр Сегард, резидент разведки в Танжере
- Бернар Лажарриж — Маленький Луи, фотограф
- Андре Вальми — Вёдуа, «двойной агент»
- Жо Дест — Фон Клостер, глава немецких агентов
- Пьер Детелль — Морен
- Макс Револ — Бармен кабаре «El Morocco»
- Кристиан Бертола — Анри Пеллетье
- Робер Ле Фор — официант в кабаре
- Жак Энли — английский полковник
- Жаклин Юэ — гардеробщица в кабаре
- Григорий Хмара — русский
- Жан Ришар — пьяный клиент кабаре, «Президент»